# 生物素化
在生物化学中，生物素化（英語：biotinylation）是指将生物素共价连接到蛋白质、核酸或其它分子上的过程。由于生物素的分子量不大（分子量为244.31），生物素化反应快速、高效且不易被干扰。生物素化的分子能通过生物素与链霉亲和素、亲和素互作，且不受高热、pH、蛋白酶解的影响。生物素与链霉亲和素、亲和素的结合特异且高效，因此这一互作在生物技术的许多领域有着广泛的应用。另外，多个生物素化分子可以发生交联来形成个科研人员感兴趣的蛋白，同时允许和多个链霉亲和素、亲和素、中性亲和素蛋白结合，增加了对此蛋白的检测灵敏度。此外还有大量的生物素化分子的应用有待开发。

## 延伸阅读
- Hermanson, G.T.  Bioconjugate Techniques.  Academic Press ISBN 0-12-342336-8
- Overview of Biotinylation （页面存档备份，存于） - Includes additional information and figures of reactive groups, biotin and linker regions.
- Gao, Wenqing; Wu, Zengru; Bohl, Casey E.; Yang, Jun; Miller, Duane D.; Dalton, James T. . Drug Metabolism and Disposition. 2005, 34 (2): 243–53. PMC 2039882 . PMID 16272404. doi:10.1124/dmd.105.007112.